# Stadpark
Stadpark är en park i Belgien. Den ligger i provinsen Antwerpen och regionen Flandern, i den centrala delen av landet, 40 km norr om huvudstaden Bryssel. Stadpark ligger 9 meter över havet.
Terrängen runt Stadpark är mycket platt. Runt Stadpark är det mycket tätbefolkat, med 1 632 invånare per kvadratkilometer.. Närmaste större samhälle är Antwerpen, 1,1 km nordväst om Stadpark.
Runt Stadpark är det i huvudsak tätbebyggt.